# Péter I. Zoltán
Péter I. Zoltán (Nagyvárad, 1949. február 16. – Nagyvárad, 2020. április 18.) erdélyi magyar helytörténeti tanulmányíró, szerkesztő.

## Életútja
Szülővárosában, a 3. számú (ma Ady Endre Líceum) Líceumban érettségizett (1967) és a Nagyváradi Műszaki Politechnikum épületgépészeti tervező szakán végzett (1970). A BME műemlékvédelmi szakmérnöki kar hallgatója (1998–1999) A nagyváradi Constructorul Szövetkezet tervezője, majd osztályvezetője (1970-1994); a Bihari Napló munkatársa, (1994–2009), majd a nagyváradi Várad című folyóirat főmunkatársa. A Partiumi és Bánsági Műemlékvédő és Emlékhely Társaság, a nagyváradi Ady Társaság, a Magyar Újságírók Romániai Egyesületének (MÚRE) tagja.

## Munkássága
Gyűjteményes kiadásokban, napilapokban (pl. a Bihari Naplóban 1990-től Vigyázó kövek és Mesélő képeslapok sorozatcímek alatt) és folyóiratokban Nagyvárad egyházi és világi műemlékeit ismerteti több száz cikkben. Több könyvet írt Ady nagyváradi tartózkodásairól a városba érkezésétől utolsó látogatásáig, illetve erdélyi életéről. A Liviu Borcea-Gheorghe Gorun szerkesztette Istoria orașului Oradea (Nagyvárad 1995) című városmonográfia munkatársaként Nagyvárad 18-19. századi építészettörténetét dolgozta fel. Szerzője a Nagyváradi séta című rövidfilm-sorozatnak és a Zarándokúton Ady Endrével című dokumentumfilmnek (Koczka Györggyel, 1994), Közreműködött több Nagyváradot, illetve váradi személyiségeket bemutató dokumentumfilmben. A legismertebb talán A tegnap városa, Ráday Mihály filmje. Munkásságát Podmaniczky-díjjal (2004), szülővárosában Pro Partium-díjjal (2001), Fényes Elek-díjjal (2004), Magyar Kultúráért Díjjal (2005), Rimanóczy-díjjal (2014), a Szent László Jubileumi Év aranyozott emlékérmével (2017), Magyar Kultúráért Életműdíjjal (2020) ismerték el. 2010-ben megkapta a Román Kulturális Minisztérium Kiválósági Oklevelét.

### Kötetei
1. Nagyvárad római katolikus templomai Literatus, Nagyvárad, 1992
2. „Hogy látva lássanak...” Ady Endre Nagyváradon Széphalom Könyvműhely, Budapest, 1993
3. Nagyvárad építészeti emlékei a barokktól a szecesszióig Convex Kiadó, Nagyvárad, 1994
4. Nagyvárad református templomai KREK. Nagyvárad, 1996
5. A nagyvárad-olaszi református templom Kolozsvár, 1996 (Erdélyi műemlékek 25.)
6. Félixfürdő PBMEB, Nagyvárad, 1998 (Partiumi füzetek 3.)
7. Nagyvárad építészeti emlékei a barokktól a szecesszióig (Második bővített kiadás) Convex Kiadó, Nagyvárad, 1998
8. Mesélő képeslapok. Nagyvárad 1885-1915 Noran Könyvkiadó, Budapest, 2002
9. Ady Erdélyben Noran Könyvkiadó, Budapest, 2003
10. Városvédő írások Prolog Kiadó, Nagyvárad, 2003
11. Trei secole de arhitectură orădeană [Nagyvárad építészetének három évszázada] MTCR, Nagyvárad, 2003
12. Nagyvárad római katolikus székesegyházai PBMEB, Nagyvárad, 2004 (Partiumi füzetek 30.)
13. Nagyváradi emlékképek Partium Alapítvány, Nagyvárad, 2004
14. Nagyvárad száz éve és ma. Nagyváradi barangolás Ady nyomában Prolog Kiadó, Nagyvárad, 2004
15. Nagyvárad 900 éves múltja és épített öröksége Noran Könyvkiadó, Budapest, 2005
16. Ady és Léda– Egy szerelem története Noran Könyvkiadó, Budapest, 2006
17. Ady Endre regényes életrajza Nagyváradon Noran Könyvkiadó, Budapest, 2007
18. Nagyvárad műemlék épületei PBMET Nagyvárad, 2008 (Partiumi füzetek 49.)
19. Ady és Csinszka- Egy másik szerelem története Noran Könyvkiadó, Budapest, 2008
20. Magam szeretem, ha szeretlek. Ady Endre szerelmei-regényes életrajz Riport Kiadó, Nagyvárad, 2010
21. Nagyvárad. Múltidéző, városnéző kalauz Prolog Kiadó, Nagyvárad, 2011
22. Szecessziós építészet Nagyváradon. PBMET., Varadinum Script Kiadó, Nagyvárad, 2011 (Partiumi füzetek 66.)
23. Nagyvárad városháza. PBMET., Varadinum Script Kiadó, Nagyvárad, 2011 (Partiumi füzetek 67.)
24. Képzelt beszélgetések a fiatal Ady Endrével Europrint, Nagyvárad, 2011
25. Nagyvárad. Europrint Kiadó, Nagyvárad, 2011
26. A jelenkori Nagyvárad megalapítása. Prolog Kiadó, Nagyvárad, 2012
27. Újabb városvédő írások. Prolog Kiadó, Nagyvárad, 2012
28. A két Rimanóczy. A nagyváradi városkép alakítói. Riport Kiadó–Várad folyóirat, Nagyvárad, 2013
29. Főúr, fizetek! Kávéházi élet Nagyváradon a Monarchia idejében. Noran Libro Budapest–Riport, Nagyvárad, 2013
30. Azt írja az újság... – Nagyváradi életképek a 19. század utolsó harmadából. Prolog Kiadó, Nagyvárad, 2014
31. A nagyváradi vár építészettörténete. PBMET, Varadinum Script Kiadó, Nagyvárad, 2014 (Partiumi füzetek, 78.)
32. A Zöldfától a Kék Macskáig. Nagyváradi vendéglők a Monarchia idejében Riport Kiadó, Nagyvárad, 2014
33. Nagyváradi négyes honvédek a Nagy Háborúban Europorint Kiadó, Nagyvárad, 2014
34. Régi képeslapok, régi történetek. Nagyvárad-Olaszi; Noran Libro, Bp., 2016
35. Régi képeslapok, régi történetek. Nagyvárad-Újváros; Holnap Kulturális Egyesület, Nagyvárad, 2016
36. Nagyvárad történelmi templomai és zsinagógái PBMET, Nagyvárad, 2017
37. Ady. Az Értől az Oceánig. Életrajz 1. köt. Várad Kiadó, Nagyvárad, 2019
38. Ady. Az Értől az Oceánig. Életrajz 2. köt. Várad Kiadó, Nagyvárad, 2019
39. Ady. Az Értől az Oceánig. Életrajz 3. köt. Várad Kiadó, Nagyvárad, 2019
40. Régi képeslapok, régi történetek 3. Nagyvárad Holnap Kulturális Egyesület, Nagyvárad, 2021 (posztumusz)

### Társszerzőként
1. Ady Endre Líceum – Emlékkönyv Analog kiadó, Nagyvárad, 1993
2. Istoria orașului Oradea [Nagyvárad városának története] Cogito kiadó, Nagyvárad, 1995
3. Nagyvárad – városismertető EKE. Nagyvárad, 1998
4. Püspökfürdő PBMEB. Nagyvárad, 1999 (Partiumi füzetek, 9.)
5. Nagyvárad (Városnéző séta) Participatio Alapítvány, Nagyvárad, 2002
6. Oradea (Tur de cunoaștere al orașului) Participatio Alapítvány, Nagyvárad, 2002
7. Nagyvárad-Oradea (Sightseeing tour) Participatio Alapítvány, Nagyvárad, 2002
8. Bihar megye útikönyve – Nagyvárad Érmellék Berettyó völgye Hegyköz. (Starkné Szilágyi Erzsébettel, Borbély Gáborra, Dudrét Gézával. Prolog Kiadó, Nagyvárad, 2004
9. Nagyvárad – városismertető (átdolgozott kiadás) PBMEB. Nagyvárad, 2006 (Partiumi füzetek, 44.)
10. Istoria orașului Oradea [Nagyvárad városának története] (átdolgozott kiadás) Cogito kiadó, Nagyvárad, 2008
11. Katonaőseink nyomában. Székesfehérvár, 2011
12. Ady Endre sajtópere és börtönnapjai – Egy kis séta. Noran Libro, Budapest, 2012
13. Statutul municipiului Oradea [Nagyvárad megyei jogú város statutuma] Primăria Municipiului, Oradea, 2011
14. "...és feltört a hit!” 50. éve Nagyvárad lakói megvédték a Szent László-templomot az ateista hatalom rombolásától. Nagyvárad–Újvárosi Szent László Plébánia. Varadinum Script kiadó, Nagyvárad, 2014
15. Nagyvárad és Bihar megye épített öröksége PBMET, Nagyvárad, 2016
16. A nagyváradi Rulikowski temető; PBMET Varadinu, Script kiadó, Nagyvárad, 2019